# 普羅菲茨敦 (伊利諾伊州)
普羅菲茨敦（英語：Prophetstown）是一個位於美國伊利諾伊州懷特塞德縣的城市。

## 地理
普羅菲茨敦的座標為41°40′14″N 89°56′09″W / 41.67056°N 89.93583°W，而該地的平均海拔高度為192米（即630英尺）。

## 人口
根據2010年美國人口普查的數據，普羅菲茨敦的面積為3.61平方千米，當中陸地面積為3.55平方千米，而水域面積為0.06平方千米。當地共有人口2080人，而人口密度為每平方千米576.18人。